# Scuola tecnica serale di Genova
La Scuola tecnica serale di Genova nasce verso la metà del 1800 come conseguenza di istanze di rinnovamento economico-sociale del tessuto industriale ed artigianale del capoluogo ligure.
Già precedentemente vi erano embrioni di simile istituzione poi confluiti nella scuola tecnica serale di Genova, istituzionalizzata in modo ufficiale.

## Contesto
A Genova il tentativo di alleanza tattica interclassista fra commercianti, industriali e lavoratori trovò voce nel Congresso degli Scienziati del 1846.
A titolo di esempio, vale la pena di ricordare l'opera di uno dei capofila di queste posizioni, Giovanni Ansaldo, al quale si deve l'introduzione della scuola serale per operai-lavoratori nel capoluogo ligure e che, nella seconda metà dell'Ottocento, ebbe il maggiore centro di studi politecnici del Regno d'Italia: l'Istituto Tecnico Commerciale Vittorio Emanuele II e che originò, prima come "succursali", tre grandi scuole genovesi: il Liceo scientifico Gian Domenico Cassini, l'Istituto Nautico San Giorgio e l'Istituto Tecnico per Geometri Buonarroti.
Un ricordo assai tangibile di tale periodo storico si trova nella parte monumentale del cimitero di Staglieno nelle cosiddette tombe dei Patriarchi.

## Linea di pensiero fautrice
Tale linea di pensiero si sviluppò dopo i tentativi insurrezionali mazziniani del 1832-1834 a Chambéry, Torino e Genova, che nonostante la sconfitta smossero l'opinione pubblica italiana, e, soprattutto, preoccuparono le classi dominanti e benestanti: queste ultime, pur parzialmente disponibili ad un rinnovamento (che avrebbe ulteriormente incrementato i loro capitali, favorendo commercio e sviluppo industriale, fra l'altro, seguendo il concetto di libero scambio poi analizzato da Adam Smith e dopo anche diffuso in Italia da Richard Cobden), non erano disponibili a riforme quali il suffragio universale e men che meno a una costituzione repubblicana. Tali riforme avrebbero minato le basi del loro potere per cui, pur in contrasto all'avanzata, per loro, ideologia mazziniana, ma ben distante dal conservatorismo immobilista ed autoritario, si rinforzò la corrente di pensiero politico liberale moderata che tendeva ad assumere la guida di un Risorgimento che impedisse eccessi, dal loro punto di vista, rivoluzionari. Tali intellettuali erano fautori della linea di pensiero che impegno sociale e politico potevano portare, gradualmente, senza discuntinuità delle classi dominanti, all'unità nazionale ed a riforme sociali progressiste per le classi subalterne. Conseguenza diretta di questo pensiero è favorire, iniziare è meglio dire visto il tempo, lo sviluppo della cultura fra i lavoratori e la classe operaia e quindi la soluzione inevitabile era la scuola tecnica (ovviamente per esigenze epocali) serale. Si impegnarono con coraggio e decisione sia a mezzo stampa, sia a livello saggistico, sia con un impegno politico seppur ristretto dalla mancanza di libertà democratiche del tempo. Tale linea di pensiero di tipo liberale moderato portava alla conclusione che per lo sviluppo economico e sociale della nazione, ancora in nuce, accorresse come premessa indispensabile: un accrescimento della cultura fra i lavoratori e la classe operaia stessa.
Occorre rimarcare che questa alleanza tattica fu temporanea e parziale in quanto poi la stragrande maggioranza della classe operaia genovese si spostò su posizioni di classe, la storia di tale sviluppo è riportata in formazioni di difesa proletaria a Genova, seppur parzialmente.

## Specificità sviluppo scuole
Nello specifico la scuola tecnica serale nasce in prima istanza dalle Scuole Tecniche di Chimica e Meccanica applicate alle arti, scuole serali frequentate da artigiani e operai, volute e poi finanziate con profusione di mezzi dalla Camera di commercio di Genova. La crescita fu rapida e si avvalsero della didattica di docenti universitari, ben conosciuti nell'ambiente della cultura e del mondo liberale moderato del Risorgimento genovese (e non solo), quali, oltre allo stesso  Giovanni Ansaldo, Stefano Grillo, Gerolamo Boccardo, Michele Erede, Giuseppe Sapeto. L'impegno che mettevano tali intellettuali nel lavoro didattico era tale, ad esempio, che Ansaldo, il più importante fautore di questo tipo di scuola, per tenere le sue lezioni veniva in calesse da Torino a Genova.
Importanza fondamentale nel contesto è il Vittorio Emanuele II: una seppur frettolosa visita sia all'interno che all'esterno di tale scuola fa calare nel periodo di cui si scrive, sia dal punto di vista architettonico, in quanto allocato in palazzo nobiliare antico, sia dalla ricchezza dei reperti di archeologia industriale (motori strumenti ecc.) che dai laboratori e gli archivi: l'istituto è alloggiato in piazza della Zecca, palazzo Rostan, cinquecentesco fatto erigere da Bartolomeo Lomellino. Ennio Poleggi nella Rivista del Comune del dicembre 1967 lo cataloga come Il Palazzo I del Rubens.